# Hervormde kerk (Warder)
De voormalige Hervormde kerk is een in 1847 gebouwd kerkgebouw in het Nederlandse dorp Warder, in de Noord-Hollandse gemeente Edam-Volendam. Het huidige gebouw werd op 18 mei 1967 als rijksmonument ingeschreven in het monumentenregister. De zaalkerk is het enige rijksmonument van het dorp Warder. De kerk is sinds 1975 in gebruik als sporthal en gymzaal voor onder andere de lokale basisschool.

## Geschiedenis

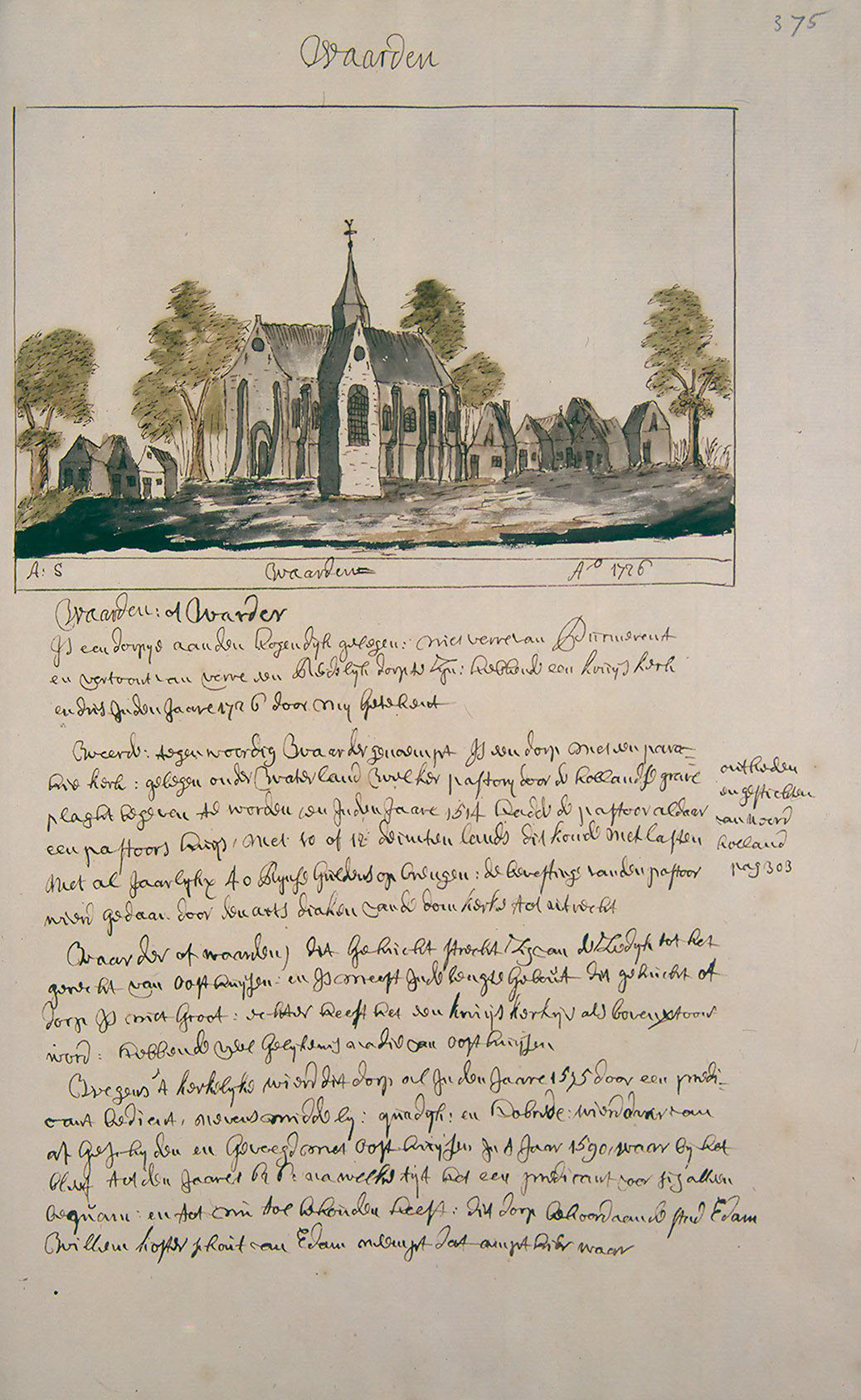
De kerk van Warder tussen 1710 en 1735

Het huidige gebouw is in 1847 gebouwd ter vervanging van een vervallen 16e-eeuwse kruiskerk. Begin jaren 70 van de 20e eeuw begon de ontkerkelijking zo groot te worden en was het pand zo zwaar vervallen dat er sprake van was om de kerk te slopen. Het dak stortte deels in en er groeiden planten in de kerk.
De kerk werd uiteindelijk voor ƒ1 gekocht van de gemeente Zeevang, alleen de toren bleef van de gemeente. De Stichting Sporthal Warder werd opgericht om het beheer over het pand te voeren. In 1975 werd de verbouwde kerk als sporthal in gebruik genomen.

## Exterieur
De kerk heeft boven de neoclassicistische voorgevel een houten toren waarin zich een klok bevindt. De voorgevel is vormgegeven als een lijstgevel met een middenrisaliet waarop een fronton staat. Onder het fronton een dubbele paneeldeur met wit geschilderde deuromlijsting. Aan weerszijden van de deur een rondboogvenster.

### Toren
De toren bestaat uit een gesloten vierkant met daarop een open klokkenstoel. Het geheel wordt gedekt door een achtkantige torenspits. De klokkenstoel met klok is van de hand van Claudy Fremy. De klok is gegoten in 1685 in Amsterdam gegoten en heeft een diameter van 78,3 cm. Het mechanische uurwerk, met elektrische opwinding, is van Eijsbouts.